# Baby Bunny Smith
Bunny Smith (1901-1952) fue una actriz de circo y artista estadounidense. Se ganaba la vida yendo de gira con diferentes circos a principios del siglo XX, presentándose como una “Mujer Gorda”.

## Biografía
Nació en Portland (Oregón) en abril de 1901. A pesar de tener una infancia normal, empezó a engordar poco antes de empezar el instituto. Dejó los estudios y empezó a trabajar como artista de circo a los 15 años. Llegó a pesar 226 kg. Durante su carrera artística empezó a ser conocida como Baby Bunny Smith. Desde mediados del siglo XIX se exponían personas con sobrepeso en los espectáculos de rarezas, siendo especialmente apreciados en barracas de feria y circos entre 1900 y 1950, sobre todo las mujeres. De cien kg en adelante, eran exhibidas o participaban en números cómicos, a menudo con un atrezzo a menor escala, sombreritos, lacitos, columpios, sillas, divanes, que las hacían parecer todavía más grandes. Años más tarde, con el aumento de la obesidad entre la población de las países más desarrollados, no habrían llamado tanto la atención.
Bajo la carpa conoció a su marido Peter Robinson, un artista de circo de 26 kg presentado como "El esqueleto humano", conocido por su participación en el clásico del cine La parada de los monstruos y se casaron en 1920, con quien tuvo dos hijos. Para aumentar el interés, solían organizarse falsas bodas entre Mujeres Gordas y Esqueletos Vivientes, pero Bunny y Pete estaban casados de verdad, aunque en 1924 tuvieron que volver a hacerlo en uno de esos trucos publicitarios.
En 1951 a Smith le diagnosticaron hipotiroidismo y murió al poco tiempo de un ataque al corazón a los 51 años.